# Хани (Багдатский муниципалитет)
Хани (груз. ხანი) — село в Грузии, в муниципалитете Багдати края Имеретия.

## География
Село расположено на междуречье рек Ханисскали и Лайшура. Высота над уровнем моря — 750 метров. Находится в 25 километрах от Багдати.

## Население
По данным на 2014 год в селе проживало 525 человек.

### Демография
| Год переписи | Население | Мужчины | Женщины |
| ------------ | --------- | ------- | ------- |
| 2002         | 817       | 435     | 382     |
| 2014         | 525       | 271     | 254     |